# نهر إنكيزي

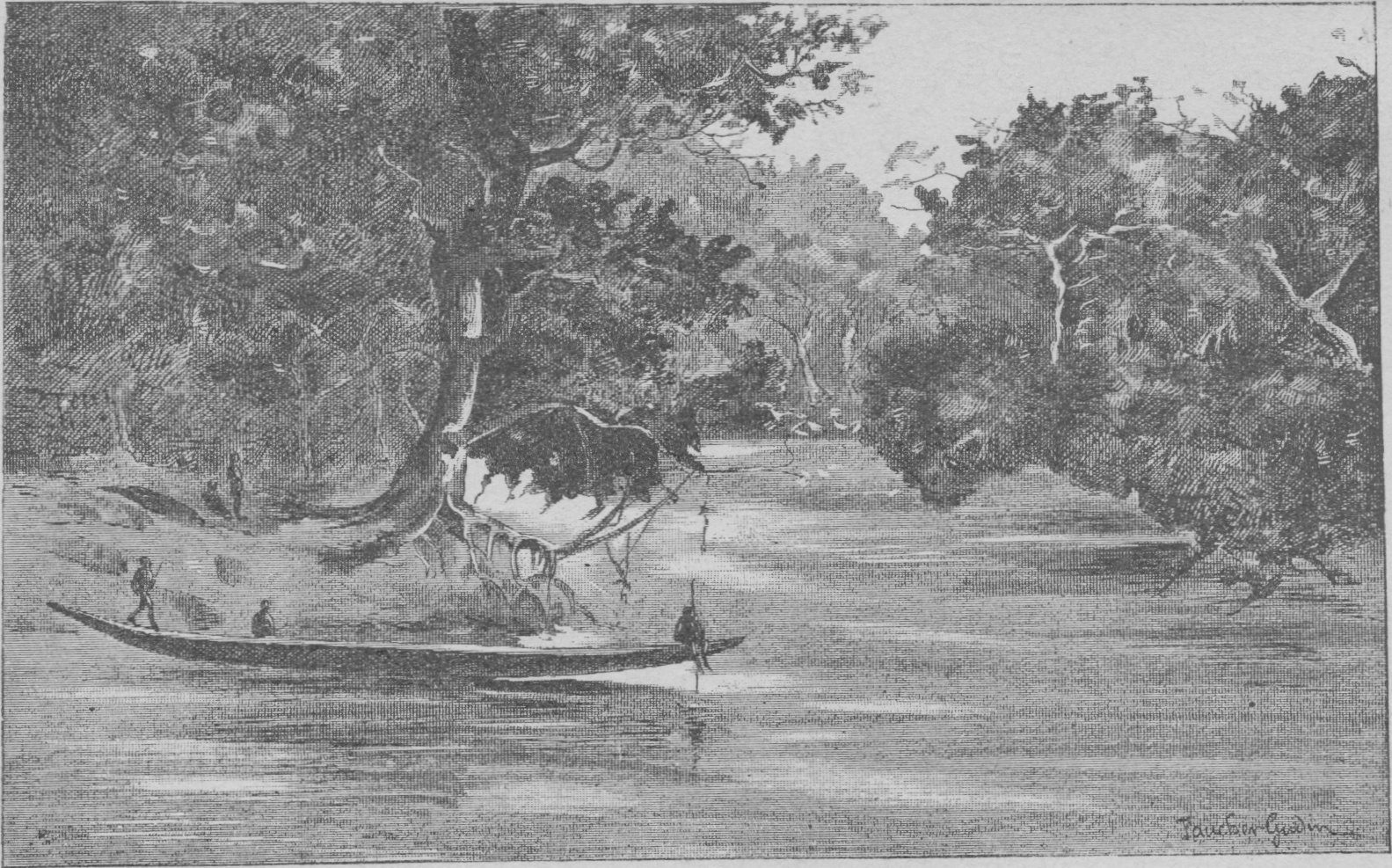
عبور نهر إنكيزي في كتاب عن رحلات ستانلي

نهر إنكيزي (بالإنجليزية: Inkisi River)‏ هو أحد روافد نهر الكونغو من ضفته الجنوبية، يقع في جمهورية الكونغو الديموقراطية من أفريقيا الوسطى الغربية.